# Liste der Naturdenkmale in Hermaringen
| Naturdenkmale | Anzahl |
| ------------- | ------ |
| FND           | 5      |
| END           | 3      |
| Gesamt        | 8      |

Die Liste der Naturdenkmale in Hermaringen nennt die verordneten Naturdenkmale (ND) der im baden-württembergischen Landkreis Heidenheim liegenden Gemeinde Hermaringen. In Hermaringen gibt es insgesamt 8 als Naturdenkmal geschützte Objekte, davon 5 flächenhafte Naturdenkmale (FND) und 3 Einzelgebilde-Naturdenkmale (END).
Stand: 31. Oktober 2016.

## Flächenhafte Naturdenkmale (FND)
| Name                                       | Bild | Kennung     | Einzelheiten | Position | Fläche Hektar | Datum         |
| ------------------------------------------ | ---- | ----------- | ------------ | -------- | ------------- | ------------- |
| Feuchtgebiet Bützwiesen                    | BW   | 81350210006 | Hermaringen  | ⊙        | 0,5           | 10. Nov. 2005 |
| Heidehügel bei Hermaringen                 | BW   | 81350210002 | Hermaringen  | ⊙        | 1,0           | 10. Nov. 2005 |
| Niedermoor-Streuwiesen im Osterried        | BW   | 81350210003 | Hermaringen  | ⊙        | 1,1           | 10. Nov. 2005 |
| Schaftrieb im Gewann „Hart“                | BW   | 81350210007 | Hermaringen  | ⊙        | 1,0           | 10. Nov. 2005 |
| Verlandeter Torfstich in den Langen Wiesen | BW   | 81350210005 | Hermaringen  | ⊙        | 0,3           | 10. Nov. 2005 |
| Legende für Naturdenkmal                   |      |             |              |          |               |               |

## Einzelgebilde (END)
| Name                         | Bild | Kennung     | Einzelheiten | Position | Fläche Hektar | Datum         |
| ---------------------------- | ---- | ----------- | ------------ | -------- | ------------- | ------------- |
| Eiche im Gemeindewald „Hart“ | BW   | 81350210004 | Hermaringen  | ⊙        | 0,0           | 10. Nov. 2005 |
| 1 Linde östl. Gerschweiler   | BW   | 81350210001 | Hermaringen  | ⊙        | 0,0           | 10. Nov. 2005 |
| 6 Linden in der Karlstraße   | BW   | 81350210008 | Hermaringen  | ⊙        | 0,0           | 10. Nov. 2005 |
| Legende für Naturdenkmal     |      |             |              |          |               |               |